# Mete İzgi
Mete İzgi (* 1963 in Eskişehir, Türkei) ist ein deutsch-türkischer Schriftsteller und Theaterautor.

## Leben und Werk
İzgi wuchs in Yalova bei Istanbul auf, besuchte das Militärgymnasium am Bosporus und leistete Militärdienst als Radaroperateur in der türkischen U-Boot-Flotte bis 1985. Im September 1985 kam er nach Deutschland, um ein Jurastudium an der Uni Osnabrück zu beginnen; hier leistete er auch ehrenamtliche Tätigkeiten in der Evangelischen Studentengemeinde und in der Erich Maria Remarque-Gesellschaft. İzgi schloss als Magister Artium (M.A.) in Literatur- und Politikwissenschaften an der Universität Osnabrück sowie I. und II. Staatsexamen für das Lehramt an Gymnasien in den Fächern Deutsch und Politik ab. Bis 2009 arbeitete er an der Promotion und ist seit 2009 als Studienrat tätig.
Als Literat trat er erstmals 1993 mit Texten im Literaturtelefon in Erscheinung. Zu dieser Zeit begann er auch Veröffentlichungen von Kurzgeschichten in der Neuen Osnabrücker Zeitung. Von 1998 bis 2000 schrieb er zudem fest für die Zeitschrift Remarque-Aktuell. Beim Plakatlyrik-Wettbewerb Courage – Gedichte contra Gewalt des Literaturbüros Westniedersachsen errang er 1994 einen Preis. İzgi arbeitete an einem Roman Yeşilyurt – Zwischen zwei Feuern (erschienen 1997), für den er 1995 ein Künstlerstipendium des Niedersächsischen Ministeriums für Wissenschaft und Kultur erhält und der als Theaterstück bearbeitet auch auf die Bühne gebracht wurde. 1996 erhielt er für ein weiteres Bühnenstück – Vatertag – den Künstlerpreis der Robert Bosch Stiftung in Stuttgart. Für ein Prosastück aus dem geplanten zweiten Roman Letzte Ernte wurde ihm im selben Jahr ein Preis bei VHS-Literaturwettbewerbs in Niedersachsen verliehen. 1997 folgte der Jugendtheaterpreis der Thüringer Staatskanzlei für das Stück Der verborgene Spiegel.
Mete İzgi lebt in Osnabrück.

## Theaterstücke
- Yesilyurt Zwischen zwei Feuern. Uraufführung: PROBEBÜHNE, Osnabrück 1994.
- Der verborgene Spiegel. Szenische Lesung. Schauspielhaus Erfurt 1997 und emma-theater, Osnabrück 2000.

## Einzeltitel
- Yeşilyurt – Zwischen zwei Feuern. Roman, Avlos-Verlag, Sankt Augustin 1997, ISBN 3-929634-15-5.

## Anthologien und Literaturzeitschriften
- 30 Jahre türkische Migranten in Deutschland. Lesebuch. Dortmund 1992.
- Heimat. Anthologie. Verlag Janssen, Cloppenburg 1995.
- Ort der Augen. Literaturzeitschrift. Literaturbüro Sachsen-Anhalt. 1996.
- Über diese Entfernung hinweg. VHS-Niedersachsen. 1996.
- Das Lied vom tönernen Pferd. Theaterstück. 1998.
- Seelenverwandte. Kurzgeschichte. Ein Internetprojekt im Rahmen der interkulturellen Wochen der Stadt Osnabrück. (www.kreativlabor.osnabrueck.de) 2002.
- Die Nacht von Lissabon. Bühnenfassung des gleichnamigen Romans von Erich Maria Remarque. 1998.
- Die Tochter des Waldes. Kurzgeschichte. In: Der Jaguar im Spiegel. Ein KOGGE Lesebuch. Pop Verlag, Ludwigsburg 2010, ISBN 978-3-937139-93-7.
- Ein harmloses Spiel. Kurzgeschichte. In: Identitäten. Bucher Verlag, Hohenems/Wien 2011, ISBN 978-3-99018-050-1.
- Suche echte Mörder. Kurzgeschichte. In: Deichleichen. KBV Verlag, Hillesheim 2011, ISBN 978-3-942446-03-7.
- Übersetzung von einzelnen Gedichten: In: Stova.Splatane.Pospieszine, Gedichte von Pior Szczepanski, Verlag Ars pro Memoria, Starachowice/Polen 2014.
- Übersetzung von einzelnen Gedichten: In: ein Tag ist ein Tag weniger, Gedichte von F.-W. Steffen, Verlag Wydawnictwo, Peplin/Polen 2020.

## Quelle
- http://www.literaturtage.org/033af29aa008d9d01/033af29b160a24614.html